# Psychosia
Psychosia er en dansk film fra 2019 og den blev instrueret af Marie Grahtø Sørensen.

## Medvirkende
- Lisa Carlehed som Viktoria
- Victoria Carmen Sonne som Jenny
- Trine Dyrholm som Anna Klein
- Bebiane Ivalo Kreutzmann som Zarah
- Clara Dessau som Elaine
- Kristoffer Bech som Elias
- Bo Carlsson som Sygeplejerske
- Sally Mærsk som Sygeplejerske